# Mimì Aylmer
Mimì Aylmer, pseudonimo di Eugenia Spadoni (Roma, 29 maggio 1896 – Bologna, 20 ottobre 1992), è stata una cantante e attrice italiana di teatro e cinema, nonché chanteuse nel varieté e nei cafè-chantant.

## Biografia
Mimì Aylmer, nome d'arte di Eugenia Spadoni, nasce a Roma nel 1896 da una agiata famiglia di origini toscane, anche se, debuttando nel mondo dello spettacolo si fa passare per inglese, cambiando il suo nome, quando a 19 anni, inizia a cantare in locali notturni della capitale, riuscendo ad ottenere un tale grande successo da essere richiesta da vari impresari e compagnie teatrali.
Nel 1914 viene scritturata dalla Compagnia di rivista Papa, a fianco di Guido Riccioli, e di Luciano Molinari, e nel 1917 ottiene il ruolo di "prima soubrette" nella Compagnia di Carlo Lombardi. Con il medesimo ruolo passa quindi alla Compagnia nazionale Bartoli, alla Compagnia di operette Vannutelli, fino ad approdare alla Compagnia Città di Milano. Il grande successo e la notorietà ottenuti nelle interpretazioni della Principessa della Czarda e della commedia musicale La piccola cioccolataia, la spingono a passare al teatro di prosa a partire dal 1921.
Nel dopoguerra approda alla Compagnia del Teatro Sperimentale diretta da Virgilio Talli, successivamente ricopre il ruolo di primattrice con Antonio Gandusio,  continuando a recitare con Ruggero Ruggeri e Aristide Baghetti fino alla fine degli anni Venti, quando abbandona progressivamente le scene teatrali.
Tra il 1914 e il 1920 partecipa anche ad alcuni film muti, come ad esempio Colei che tutto soffre del 1914, mentre per il cinema sonoro interpreta, fra gli altri, La straniera nel 1930. Gira ancora una decina di film fino al 1951, quando decide di ritirarsi definitivamente a vita privata. Ormai lontana dalle scene, nell'ottobre 1964 entra nella Casa Lyda Borelli per artisti e operatori dello spettacolo di Bologna e nel 1966 pubblica "Il romanzo della mia vita" (Milano, Gastaldi 1966), romanzo autobiografico nel quale l'attrice narra la propria vicenda personale, artistica e sentimentale, dalla storica partecipazione nel 1929 alla corsa automobilistica Mille Miglia in coppia con Eugenio Stiniasacchi, al volante di una Lancia Lambda berlina, classificandosi al 29º posto assoluto, alla sua carriera di artista, ai suoi amori celebri, tra i quali si ricordano le relazioni avute con Umberto II di Savoia e con Galeazzo Ciano. Si spegne a Bologna nel 1992.
È sepolta nella Certosa di Bologna.

## Archivio
Il fondo dell'attrice Mimì Aylmer è conservato presso la sede della Fondazione Casa Lyda Borelli per artisti e operatori dello spettacolo a seguito del decesso dell'attrice ivi avvenuto nel 1992.  La stessa Aylmer aveva provveduto a sistemare, in parte cronologicamente (in fascicoli annuali o pluriennali) e in parte tematicamente, la documentazione amministrativa, il carteggio e parte del materiale relativo all'attività teatrale, apponendo spesso, sul frontespizio delle camicie, una dettagliata descrizione del contenuto. Articoli di giornale, locandine e materiale eterogeneo, relativi alla sua attività artistica, erano stati divisi cronologicamente e incollati in album.
La documentazione comprendeva in origine anche fotografie, ordinate cronologicamente in album dalla Aylmer. Queste, al momento del decesso dell'attrice, vennero materialmente scorporate dalla restante documentazione e conservate separatamente presso la sezione fotografica dell'archivio della Casa Lyda Borelli, per volontà dell'amministrazione della Casa.

## Cinema
Nel 1914, Mario Caserini la scrittura per quello che sarà il suo primo film muto, Colei che tutto soffre, girato a Torino e diretto da Amleto Palermi presso gli Stabilimenti della Gloria Film. Nel 1917 gira Ri. Ki. Ki., un film diretto e interpretato da Eleuterio Rodolfi per la Jupiter Films di Torino; torna poi a Roma per un contratto con la Bernini Film, sotto la direzione di Ugo Falena, per girare Il trittico dell'amore con l'attrice Silvia Malinverni.
L'arrivo del cinema sonoro non la trova impreparata, come altre sue colleghe, sarà ancora Amleto Palermi a dirigerla in La straniera; girerà ancora una decina di film sino al 1951, quando decide di abbandonare lo spettacolo, per ritirarsi nella sua abitazione a San Remo.
All'inizio degli anni sessanta va a vivere nella Casa di Riposo per artisti dello spettacolo a Bologna dove muore nel 1992 all'età di 96 anni.

## Filmografia
- Colei che tutto soffre, regia di Amleto Palermi (1914)
- Ri. Ki. Ki., regia di Eleuterio Rodolfi (1917)
- Il trittico dell'amore, regia di Ugo Falena (1920)
- La straniera, regia di Amleto Palermi e Gaston Ravel (1930)
- La telefonista, regia di Nunzio Malasomma (1932)
- Due cuori felici, regia di Baldassarre Negroni (1932)
- Sette giorni cento lire, regia di Nunzio Malasomma (1933)
- Come le foglie, regia di Mario Camerini (1934)
- Lohengrin, regia di Nunzio Malasomma (1935)
- Arma bianca, regia di Ferdinando Maria Poggioli (1936)
- Sette giorni all'altro mondo, regia di Mario Mattoli (1936)
- Cuori sul mare, regia di Giorgio Bianchi (1950)
- La vendetta del corsaro, regia di Primo Zeglio (1951)